# Li Ye (poétesse)
Pour les articles homonymes, voir Li et Li Ye.
Dans ce nom, le nom de famille, Li, précède le nom personnel.
Li Ye (chinois 李冶 ; pinyin Lǐ Yě), née en 713 et morte en 784, est une poétesse chinoise.

## Biographie
La vie de Li Ye est plutôt obscure. Elle passe pour une enfant précoce, et aurait composé un poème sur les roses dès l'âge de sept ans, ce qui selon son père augurait une vie peu respectable. 
Elle est de fait connue pour avoir été à la fois une nonne taoïste et une courtisane. 
Elle semble avoir fréquenté les poètes de la région du Bas-Yangzi dans les années 760-770. 
L'empereur Tang Dezong la convoque à la Cour, afin qu'elle lui écrive des poèmes. Lors de l'usurpation de Zhu Ci (en) en 784, Li Ye lui adresse des félicitations versifiées. 
Lorsque l'empereur légitime Dezong reprend la capitale, elle est exécutée pour trahison.